# Фюрстенберги (княжеский род)
Фюрстенбе́рги, в старину Фирштемберги (нем. Fürstenberg) — княжеский род из Швабии, выводящий своё происхождение от графов Ураха, которые ещё в XI веке занимали епископские кафедры в Страсбурге и Шпейере. Старшая ветвь этого рода до середины XV века владела графствами Фрайбург и Нойенбург, которые после смерти последнего из Урахов были унаследованы Церингенами (а затем Лонгвилями).
Генрих, граф Фрайбургский, с 1250 года стал титуловаться графом фон Фюрстенберг — по имени родового замка Фюрстенберг (топоним переводится как «княжья гора») в окрестностях Хюфингена, в Шварцвальде. Его потомки возвысились на службе у Габсбургов во время Тридцатилетней войны. В те годы двое Фюрстенбергов занимали епископскую кафедру в Страсбурге.
Фюрстенберги также владели замком Энтенбург. В 1614 году в семейные владения влилось ландграфство Штюлинген. В 1488 году Фюрстенберги возвели Донауэшингенскую резиденцию, перестроенную в XVIII веке. Княжеского титула глава рода Фюрстенберг был удостоен в 1716 году. При роспуске Священной Римской империи в 1806 году княжество Фюрстенберг было медиатизовано в пользу великого герцогства Баден.
Вплоть до 1918 года Фюрстенберги владели обширной недвижимостью в Шварцвальде, верховьях Рейна, по берегам Боденского озера и в Швабском Альбе, а также в Австрии и Чехии.

## Виднейшие представители
- Граф Эгон VIII фон Фюрстенберг-Хейлигенберг, баварский Фельдмаршал, полководец Католической лиги во время Тридцатилетней войны. Во время осады Лейпцига 14 сентября 1631 г. командовал правым крылом имперской армии генерала Тилли.
- Князь Антон Эгон Фюрстенберг (1656—1716) — управляющий Саксонией в период пребывания Августа Сильного на троне Речи Посполитой, 23-й кавалер ордена Св. Андрея Первозванного.
- Князь Карл Алоиз Фюрстенберг (1760—1799) — австрийский фельдмаршал, в расцвете сил сложивший голову при Штокахе. При роспуске Священной Римской империи его семейство было медиатизовано.
- Из современных представителей рода Фюрстенбергов наиболее известны Эгон и Ира (брат и сестра) — немецкие модельеры и дизайнеры. Их матерью была сестра итальянского промышленника Джованни Аньелли. Модельером является и бывшая жена принца Эгона, Диана фон Фюрстенберг.

## Резиденции
Центрами владений Фюрстенбергов были города Хайлигенберг, Месскирх и Донауэшинген, из которых последний стал их главной резиденцией при первом князе Фюрстенберге (1723). На исходе XX века художественное собрание Донауэшингенской резиденции было продано князем Фюрстенбергом менее чем за 50 млн марок Рейнгольду Вюрту, который перевёз его в Швебиш-Халль (см. коллекция Вюрта).
- Замок в Ортенберге
- Замок швабских Фюрстенбергов под Донауэшингеном
- Ренессансный замок в Месскирхе
- Замок швабских Фюрстенбергов в Хайлигенберге
- Замок Пюрглиц в Чехии